# Synagoga w Rakowie
Synagoga w Rakowie – drewniana bożnica wzniesiona na początku XVII w. Pierwsza wzmianka o synagodze pochodzi z 1614, że stoi w pobliżu łaźni żydowskiej i stawu w końcach domu w ulicy starej Szydłowskiej. Z innych doniesień synagoga spalona we wrześniu 1939 pochodziła z XIX w.. Akta rady Rakowa z 1661 wzmiankują również o istnieniu szpitala żydowskiego, który miał się znajdować w pobliżu bożnicy. Podczas II wojny światowej hitlerowcy spalili synagogę. Po wojnie budynku synagogi nie odbudowano.
Synagoga była budynkiem drewnianym posadowionym na planie prostokąta o konstrukcji zrębowej przykrytym dachem czterospadowym. Wzdłuż ściany frontowej dwukondygnacyjna, trójprzęsłowa galeria bez wbudowanych schodów. Wejście dla mężczyzn na osi przęsła środkowego pod galerią dla kobiet, z boku, od północy do sieni, w której znajdowały się wewnętrzne schody na piętro do babińca.